# ۷۰۴ (خورشیدی)
۷۰۴ هفتصد و چهارمین سال هجری خورشیدی است.